# Gesundheitssystem in St. Helena, Ascension und Tristan da Cunha
Das Gesundheitssystem in St. Helena, Ascension und Tristan da Cunha basiert auf einer staatlich organisierten und finanzierten medizinischen Versorgung.

## St. Helena
St. Helena als bevölkerungsreichstes der drei Teilgebiete des Britischen Überseegebietes St. Helena, Ascension und Tristan da Cunha bildet das Zentrum der medizinische Versorgung. Die Regierung von St. Helena (Gesundheitsdirektorat) finanziert zum Großteil die medizinische Versorgung der Bevölkerung. Hierbei wird sie durch das britische Healthlink 3-Projekt und das britische Entwicklungshilfe-Ministerium (DFID) unterstützt. Geringe Gebühren für medizinische Behandlungen werden von Einwohnern der Insel verlangt; nicht-britische Staatsbürger müssen für die tatsächlichen Kosten aufkommen. Im Durchschnitt bedürfen pro Jahr vier Einwohner der Insel einer Behandlung außerhalb des Landes, aufgrund von Abkommen bis August 2018 in Kapstadt in Südafrika. Seitdem werden Patienten nach Pretoria überstellt. Am 3. Juni 2016 fand erstmals ein medizinischer Notfallflug aus Südafrika zu dem erst kurz zuvor lizenzierten Flughafen St. Helena statt.
Jamestown verfügt mit dem Allgemeinkrankenhaus über das einzige Krankenhaus der Insel (39 Betten). Zudem gibt es eine 40-Betten-Pflegeeinrichtung und fünf Gesundheitszentren.

## Ascension
Die medizinische Versorgung auf Ascension wird durch die Regierung finanziert. Eine Krankenversicherung ist für ausländische Besucher Pflicht. Ascension erhält keine Unterstützung durch das DFID. Zur Behandlung ernsthafter Erkrankungen werden die Patienten an zwei Krankenhäuser in Oxford überstellt.
In Georgetown befindet sich ein Krankenhaus für die Grundversorgung mit neun Betten.

## Tristan da Cunha
Auf Tristan da Cunha ist ein Arzt anwesend. Dieser stellt die medizinische Grundversorgung der Bevölkerung sicher. Das Camogli-Gesundheitszentrum wurde am 9. Juni 2017 neu eröffnet.
Die Regierung der Inselgruppe wird bei der medizinischen Versorgung vom DFID und dem Projekt Healthlink 3 unterstützt. Alle ernsthaften Erkrankungen werden in Kapstadt, Südafrika, behandelt.